# Belém de São Francisco
Belém de São Francisco è un comune del Brasile nello Stato del Pernambuco, parte della mesoregione di São Francisco Pernambucano e della microregione di Itaparica.